# John Robert Ringrose
John Robert Ringrose (21 de dezembro de 1932) é um matemático inglês. Trabalha com álgebra de operadores.
Foi eleito Membro da Royal Society em 1977. Recebeu o Prêmio Adams de 1962.

## Obras
- com Richard Kadison: Fundamentals of the theory of operator algebras, 4 vols., Academic Press 1983, 1986, 1991, 1992 (2ª Ed. American Mathematical Society 1997)
- Compact non self-adjoint operators, van Nostrand 1971